# Father of All Motherfuckers
Father of All Motherfuckers je třinácté studiové album americké skupiny Green Day. Vyšlo 7. února 2020. První píseň z alba, která dostala název „Father of All…“, byla zveřejněna v září 2019. V té době píseň rovněž zahráli v pořadu Jimmy Kimmel Live!

## Seznam skladeb
- Father of All...
- Fire, Ready, Aim
- Oh Yeah!
- Meet Me on the Roof
- I Was a Teenage Teenager
- Stab You in the Heart
- Sugar Youth
- Junkies on a High
- Take the Money and Crawl
- Graffitia